# Amt Demmin-Land
Związek Gmin Demmin-Land (niem. Amt Demmin-Land) – związek gmin w Niemczech, leżący w kraju związkowym Meklemburgia-Pomorze Przednie, w powiecie Mecklenburgische Seenplatte. Siedziba związku znajduje się w mieście Demmin.
W skład związku wchodzi 16 gmin:
1. Beggerow
2. Borrentin
3. Hohenbollentin
4. Hohenmocker
5. Kentzlin
6. Kletzin
7. Lindenberg
8. Meesiger
9. Nossendorf
10. Sarow
11. Schönfeld
12. Siedenbrünzow
13. Sommersdorf
14. Utzedel
15. Verchen
16. Warrenzin